# HED meteoriti
HED meteoriti su podskupina ahondritskih meteorita. HED označava "hovardit - eukrit - diogenit". Ovi ahondriti nastali su iz diferenciranog matičnog tijela i imali su opsežnu magnetsku obradu koja se ne razlikuje mnogo od magmatskih stijena pronađenih na Zemlji i zbog toga jako nalikuju zemaljskim magnetskim stijenama. 

## Porijeklo
Smatra se da svi HED meteoriti potječu od asteroida Vesta, a razlike između njih postoje jer su nastale u različitim geološkim razdobljima matničnog tijela. Njihova dob za kristalizaciju utvrđena je između 4,43 i 4,55 milijardi godina iz omjera radioizotopa. HED meteoriti su diferencirani meteoriti, koji su nastali magnetskim procesima u kori rodnog asteroida.
Smatra se da je metoda transporta iz Veste do Zemlje sljedeća: 
- Sve je započelo udarom koji je stvorio krhotine koje je Vesta izbacila stvarajući male asteroide promjera V (manje od 10 kilometara) ili manje. Ili su asteroidni komadi izbačeni kao takvi ili su formirani od manjih krhotina. Neki od tih malih asteroida formirali su obitelj Vesta, dok su drugi bili rasuti nešto dalje. Smatra se da se ovaj događaj dogodio prije manje od milijarde godina. Na južnom polu Veste nalazi se ogroman krater Rheasilvia, promjera čak 505 km, koji je najbolji kandidat za ovaj događaj zato što je količina stijene izbačena udarom više nego dovoljna da ubrojimo sve poznate asteroide tipa V.

- Neki od udaljenijih krhotina asteroida završili su u razmaku od 3:1 u Kirkwoodu. Ovo je nestabilno područje zbog jakih uznemiravanja Jupitera, a asteroidi koji ovdje završavaju izbacuju se u daleko drugačije orbite u vremenskom razmaku od oko 100 milijuna godina. Neka od tih tijela upadaju u zemaljske orbite formirajući malene V-tipove asteroide tipa V, poput npr. 3551 Vereneja, 3908 Nyx ili 4055 Magellan.

- Kasniji manji utjecaji na te objekte oko Zemlje izbacili su meteorite veličine stijena, od kojih su neki kasnije pogodili Zemlju. Na temelju mjerenja izloženosti kozmičkim zrakama, smatra se da je većina HED-ovih meteorita nastala iz nekoliko različitih utjecajnih događaja ove vrste i provela je u prostoru oko 6 milijuna do 73 milijuna godina prije udara na Zemlju.